# Institutul de Cercetări Metalurgice
Institutul de Cercetări Metalurgice (ICEM) este un institut de cercetare din România.
Are ca principal obiect de activitate cercetarea și dezvoltarea în știinte fizice și materiale.
Istoria ICEM începe cu 2 septembrie 1950, dată la care a fost înființat Institutul de Cercetări și Proiectări Metalurgice și Miniere (ICEPROM).
În anul 2004, pachetul de acțiuni deținut de AVAS la ICEM a fost trecut în proprietatea Ministerului Economiei și Comerțului.